# Aljaksej Abromtschyk
Aljaksej Abromtschyk (belarussisch Аляксей Абромчык, engl. Transkription Aliaksey Abromchyk; * 13. Februar 1991 in Minsk, Weißrussische SSR, Sowjetunion) ist ein ehemaliger belarussischer Biathlet.

## Karriere
Aljaksej Abromtschyk gab sein internationales Debüt im Rahmen der Biathlon-Juniorenweltmeisterschaften 2009 in Canmore, wo er in seinem ersten Rennen, dem Einzel, hinter Ludwig Ehrhart und Antti Raatikainen die Bronzemedaille gewann. Im Sprint wurde er Neunter, im Verfolgungsrennen Elfter und verpasste mit der belarussischen Staffel als Viertplatzierter einen weiteren Medaillengewinn. Ein Jahr später erreichte er in Torsby die Ränge 19 im Einzel, sieben im Sprint, elf in der Verfolgung und fünf mit der Staffel. Es folgen die Juniorenweltmeisterschaften 2011 in Nové Město na Moravě sowie die Juniorenrennen bei den Europameisterschaften in Ridnaun. Mit Iryna Kryuko, Darja Nestertschik und Aljaksandr Daroschka gewann er dort im Mixed-Staffelrennen hinter den Vertretungen Russlands und Frankreichs die Bronzemedaille. Bei den Europameisterschaften 2012 in Osrblie wurde Abromtschyk zunächst bei den Junioren eingesetzt und belegte den Neunten Platz im Sprint, wurde 15. der Verfolgung und 22. des Einzels.
Ab der Saison 2011/12 startete Abromtschyk bei den Männern. Sein erstes Rennen im IBU-Cup bestritt er in Ridnaun und wurde 51. eines Sprints. Auf der folgenden Station in Obertilliach gewann der Belarusse als 35. eines Sprints erstmals Punkte und erreichte mit Platz 23 im darauf basierenden Verfolgungsrennen seine drittbeste Platzierung der Karriere. Erste internationale Meisterschaften bei den Männern wurden die Europameisterschaften 2012 in Osrblie, bei denen Abromtschyk nach Einsätzen bei den Junioren an der Seite von Uladsimir Aljanischka, Uladsimir Tschapelin und Aljaksandr Daroschka im Staffelrennen bei den Männern zum Einsatz kam und den neunten Platz belegte. Auch die Folgesaison bestritt der Weißrusse im IBU-Cup, außer eines 22. Ranges in Beitostølen kamen aber keine zählbaren Ergebnisse heraus. Bei den Europameisterschaften 2013 und 2014 war Abromtschyk wieder am Start, bestes Ergebnis wurde 2014 in Nové Město Rang 6 mit der Staffel sowie Position 22 in der Verfolgung. Kurz darauf stellte er in Martell mit Platz 20 im Sprint seine beste Platzierung im IBU-Cup auf.
In den Jahren 2015 bis 2017 kam Abromtschyk nur noch vereinzelt und mit wenig Erfolg im IBU-Cup zum Einsatz, nach den Bewerben in Osrblie Anfang Februar 2017 beendete er daraufhin seine Karriere.

## Statistiken

### Juniorenweltmeisterschaften
Ergebnisse bei den Juniorenweltmeisterschaften:
| Weltmeisterschaften | Weltmeisterschaften | Einzel | Sprint | Verfolgung | Staffel |
| Jahr                | Ort                 | Einzel | Sprint | Verfolgung | Staffel |
| ------------------- | ------------------- | ------ | ------ | ---------- | ------- |
| 2009                | Canmore             | 3.     | 9.     | 11.        | 4.      |
| 2010                | Torsby              | 19.    | 7.     | 11.        | 5.      |
| 2011                | Nové Město          | 22.    | 25.    | 17.        | 9.      |
| 2012                | Kontiolahti         | 10.    | 16.    | 4.         | 10.     |